# Maquixtla, Puebla
Maquixtla är en ort i Mexiko.   Den ligger i kommunen Zacatlán och delstaten Puebla, i den sydöstra delen av landet, 130 km öster om huvudstaden Mexico City. Maquixtla ligger 2 237 meter över havet och antalet invånare är 793.
Terrängen runt Maquixtla är lite bergig, och sluttar österut. Runt Maquixtla är det ganska tätbefolkat, med 54 invånare per kvadratkilometer. Närmaste större samhälle är Zacatlán, 2,3 km öster om Maquixtla. Omgivningarna runt Maquixtla är en mosaik av jordbruksmark och naturlig växtlighet.